# به همین خیال باش! (فیلم ۲۰۰۳)
به همین خیال باش! (انگلیسی: You Wish!) یکی از فیلم‌های اختصاصی شبکه دیزنی است که در سال ۲۰۰۳ منتشر شد. این تله‌فیلم در اوکلند تصویربرداری شده و نخستین بار در ۱۰ ژانویهٔ ۲۰۰۳ از شبکه دیزنی پخش شد. از بازیگران این فیلم تلویزیونی می‌توان به ای.جی. تراوث، اسپنسر برسلین، للین، تیم رید، اما لاهانا و جی رایان اشاره کرد.